# انتره فلاس
انتره فلاس (به پرتغالی: Entre Folhas) یک منطقهٔ مسکونی در برزیل است که در میناز ژرایس واقع شده‌است. انتره فلاس ۵٬۳۷۷ نفر جمعیت دارد.